# Mickaël Newton
Mickaël Newton est une personnalité française du jeu vidéo née en 1980.

## Biographie
En 2010, Mickaël Newton co-fonde l'association Loisirs Numériques dont l'objectif est de développer la culture des jeux vidéo. Celle-ci organise notamment l'événement caritatif « Desert Bus de l'Espoir ».
En 2013, Mickaël Newton entre chez Ubisoft où il occupe successivement plusieurs postes puis devient responsable RSE.
En 2024, il reçoit le Pégase de la personnalité de l'année.